# Saint-Germain, Haute-Saône
Saint-Germain är en kommun i departementet Haute-Saône i regionen Bourgogne-Franche-Comté i östra Frankrike. Kommunen ligger i kantonen Lure-Nord som tillhör arrondissementet Lure. År 2022 hade Saint-Germain 1 369 invånare.

## Befolkningsutveckling
Antalet invånare i kommunen Saint-Germain
| Referens: INSEE |